# Confusion (canción de Electric Light Orchestra)
«Confusion» es una canción del grupo británico Electric Light Orchestra, publicada en el álbum de estudio Discovery (1979). La canción, compuesta por Jeff Lynne, fue publicada como sencillo junto a «Last Train to London».
El sencillo, que incluyó un fuerte uso del vocoder, llegó al puesto ocho en la lista británica UK Singles Chart. En los Estados Unidos, la canción fue publicada como sencillo con «Poker» en la cara B, aunque obtuvo un éxito inferior al alcanzar solo el puesto 37 en la lista Billboard Hot 100.

## Posición en listas
| País           | Lista                       | Posición |
| -------------- | --------------------------- | -------- |
| Alemania       | Media Control Charts        | 6        |
| Austria        | Ö3 Austria Top 40           | 5        |
| Canadá         | RPM Top Singles             | 13       |
| Estados Unidos | Billboard Hot 100           | 37       |
| Estados Unidos | Cash Box Top 100 Singles    | 47       |
| Francia        | SNEP Singles Chart          | 10       |
| Irlanda        | Irish Singles Chart         | 9        |
| Sudáfrica      | South African Singles Chart | 10       |
| Reino Unido    | UK Singles Chart            | 8        |